# Hydriomena polyphonta
Hydriomena polyphonta är en fjärilsart som beskrevs av Druce 1893. Hydriomena polyphonta ingår i släktet Hydriomena och familjen mätare. Inga underarter finns listade i Catalogue of Life.